# Гладка риба чук
Гладката риба чук (Sphyrna zygaena), наричана също обикновена акула чук, е вид хрущялна риба от семейство Акули чук (Sphyrnidae). Видът е световно застрашен, със статут Уязвим.

## Разпространение
Разпространен е в Австралия, Албания, Алжир, Аржентина, Бахрейн, Белгия, Босна и Херцеговина, Бразилия, Великобритания, Германия, Гренландия, Гърция, Дания, Египет, Естония, Западна Сахара, Израел, Индия, Ирак, Иран, Ирландия, Исландия, Испания, Италия, Канада, Катар, Кипър, Китай, Кувейт, Латвия, Либия, Ливан, Литва, Мадагаскар, Мароко, Мексико, Мозамбик, Намибия, Нидерландия, Нова Зеландия, Норвегия, Обединени арабски емирства, Оман, Пакистан, Перу, Полша, Португалия, Русия, Саудитска Арабия, САЩ (Алабама, Алеутски острови, Аляска, Вашингтон, Вирджиния, Делауеър, Джорджия, Калифорния, Кънектикът, Луизиана, Масачузетс, Мейн, Мериленд, Мисисипи, Ню Джърси, Ню Хампшър, Орегон, Род Айлънд, Северна Каролина, Тексас, Флорида и Южна Каролина), Северна Корея, Сирия, Словения, Тунис, Турция, Уругвай, Финландия, Хърватия, Черна гора, Чили, Швеция, Южна Африка, Южна Корея и Япония.